# وئی ژنگشنگ
وئی ژنگشنگ (چینی: 魏京生; پین‌یین: Wèi Jīngshēng؛ زادهٔ ۲۰ مهٔ ۱۹۵۰) یک فعال حقوق بشر اهل جمهوری خلق چین است.
وی همچنین برنده جوایزی همچون جایزه ساخاروف و جایزه اولاف پالمه شده است.